# قمة البريكس 2023
قمة بريكس 2023 هي القمة السنوية الخامسة عشرة للبريكس، وهي مؤتمر للعلاقات الدولية يحضره رؤساء دول أو رؤساء حكومات الدول الأعضاء الخمس: البرازيل وروسيا والهند والصين وجنوب إفريقيا. كما دعا رئيس جنوب إفريقيا سيريل رامافوزا قادة 67 دولة إلى القمة، منهم 53 دولة أفريقية أخرى وبنغلاديش وبوليفيا وإندونيسيا وإيران.

## توسع بريكس
أعربت عدة دول عن اهتمامها بالانضمام إلى مجموعة البريكس. أعلن رئيس جنوب إفريقيا سيريل رامافوسا في القمة أنه دُعي الأرجنتين ومصر وإثيوبيا وإيران والمملكة العربية السعودية والإمارات العربية المتحدة للانضمام إلى المنظمة. دخلت العضوية الكاملة حيز التنفيذ في 1 يناير 2024.

## الخلافات

### مشاركة فلاديمير بوتين
أصدرت المحكمة الجنائية الدولية في مارس 2023 مذكرة توقيف ضد الرئيس الروسي فلاديمير بوتين بتهمة ارتكاب جرائم حرب خلال الغزو الروسي لأوكرانيا. وكان مطلوب من جنوب أفريقيا بصفتها أحد الموقعين على المحكمة الجنائية الدولية لاحترام المذكرة.
منحت حكومة جنوب إفريقيا بقيادة المؤتمر الوطني الأفريقي (ANC)، جميع القادة المدعوين حصانة دبلوماسية في مايو 2023. ولم يتضح ما إذا كان هذا سيمنع اعتقال بوتين إذا حضر. ذكرت إدارة العلاقات الدولية والتعاون أنه من الممارسات المعتادة في جنوب إفريقيا منح هذه الحصانة لحضور المؤتمرات الدولية التي تُعقد في البلاد. رداً على ذلك شرع التحالف الديمقراطي المعارض في إجراءات قانونية لفرض اعتقال بوتين.
كان هناك تفكير في أوائل يونيو 2023 في نقل القمة إلى الصين لتجنب المشكلات. أعلن فلاديمير بوتين في منتصف يوليو 2023 أنه لن يحضر القمة "بالاتفاق المتبادل" وبدلاً من ذلك سيرسل وزير الخارجية سيرجي لافروف.

### رفض ناريندرا مودي النزول من الطائرة
ذكرت صحيفة ديلي مافريك في 22 أغسطس 2023 أن رئيس الوزراء الهندي ناريندرا مودي رفض النزول من طائرته وقت معرفته أن من سيستقبله هو وزير الحكومة وطلب أن يُرسل له نائب رئيس جنوب إفريقيا لاستقباله. نفت حكومة جنوب أفريقيا حدوث هذا الأمر، وقلت أن رامافوزا لم يتمكن من مقابلة مودي في المطار بسبب صعوبات في تحديد المواعيد، وقالت من الطبيعي أن يرحب وزراء الحكومة برؤساء الدول الزائرين.
تعرضت ديلي مافريك من الهند بعد نشر الخبر مما أجبرها على منع الوصول إلى الموقع مؤقتا من الهند. تكهن رئيس تحرير صحيفة ديلي مافريك بأن سبب الهجوم هو منع سكان الهند من قراءة المقال.

### عدم حضور شي جين بينغ
اجتمع شي جين بينغ مع المضيف سيريل رامافوزا وحضر عشاء البريكس إلا أنه وبشكل مفاجئ لم يحضر منتدى أعمال بريكس الذي كان من المقرر أن يتحدث فيه، وبدلا من ذلك قرأ وزير التجارة الصيني وانغ وينتاو خطابه.

## القادة المشاركين

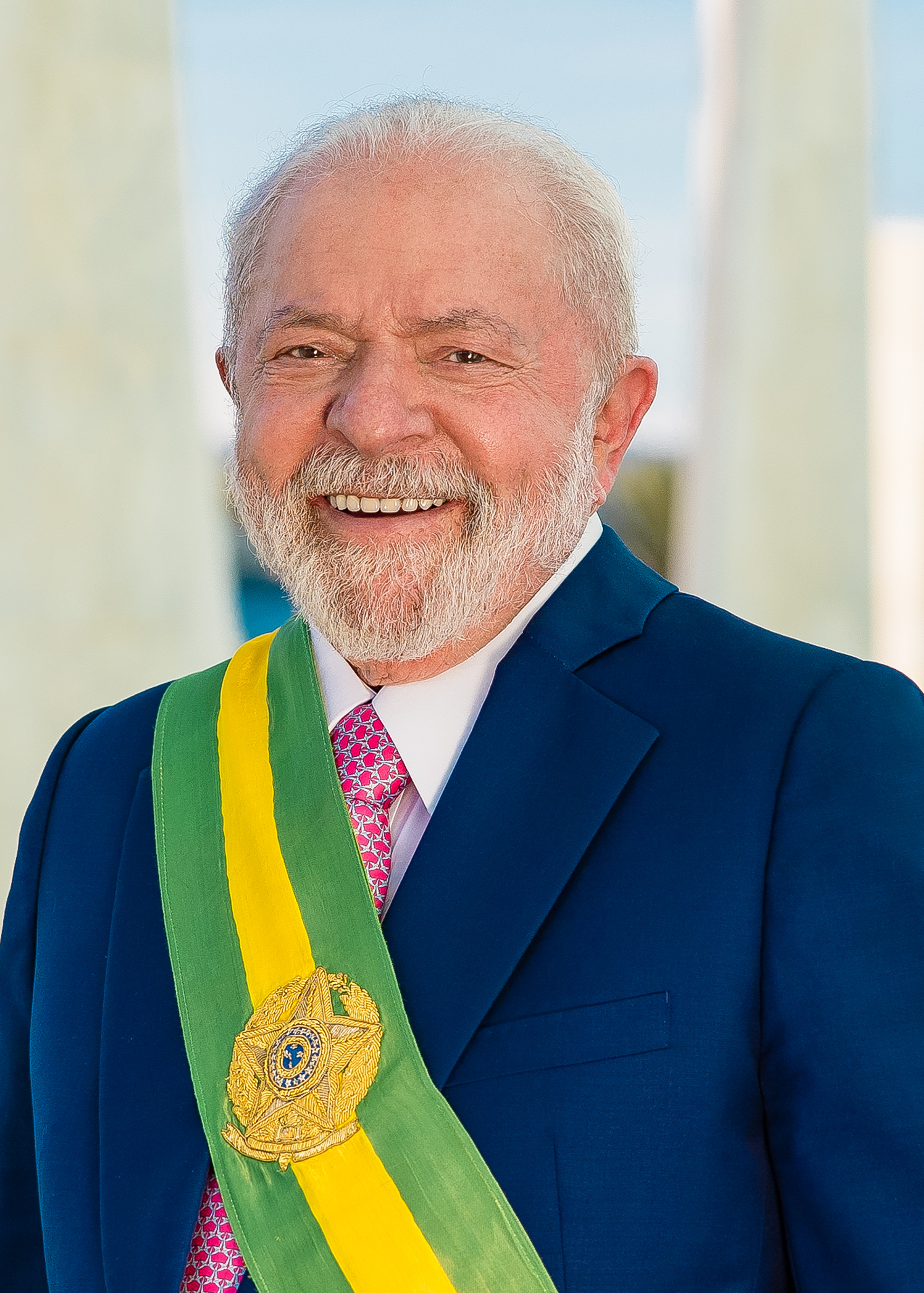
البرازيل لويس إيناسيو لولا دا سيلفا، الرئيس
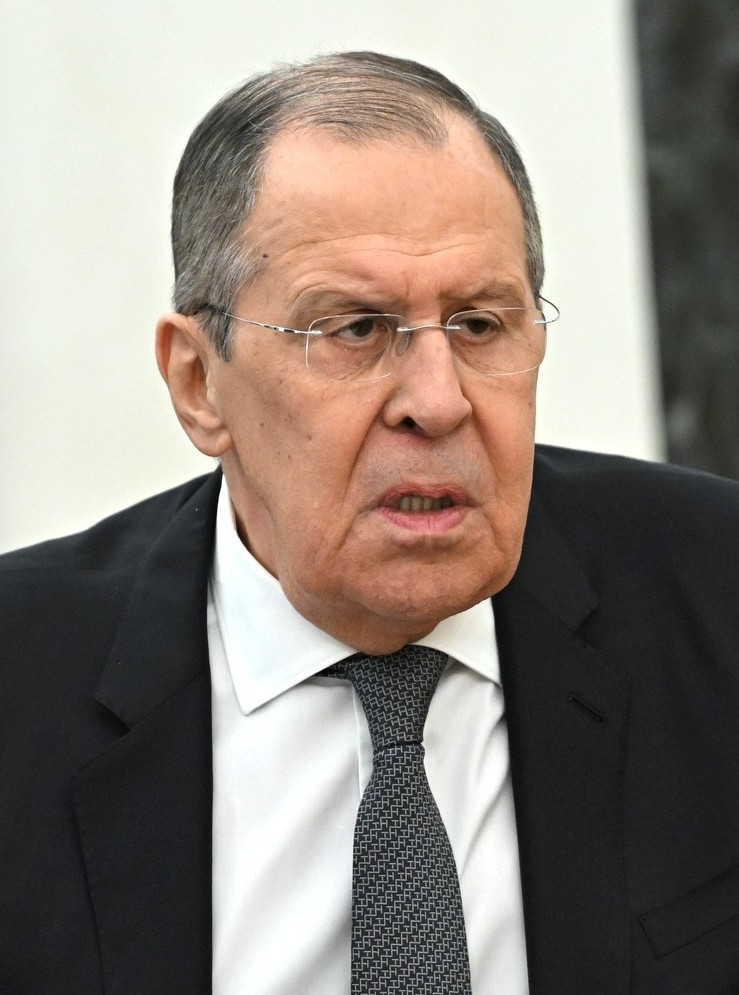
روسيا سيرجي لافروف، وزير الخارجية  [لغات أخرى]‏
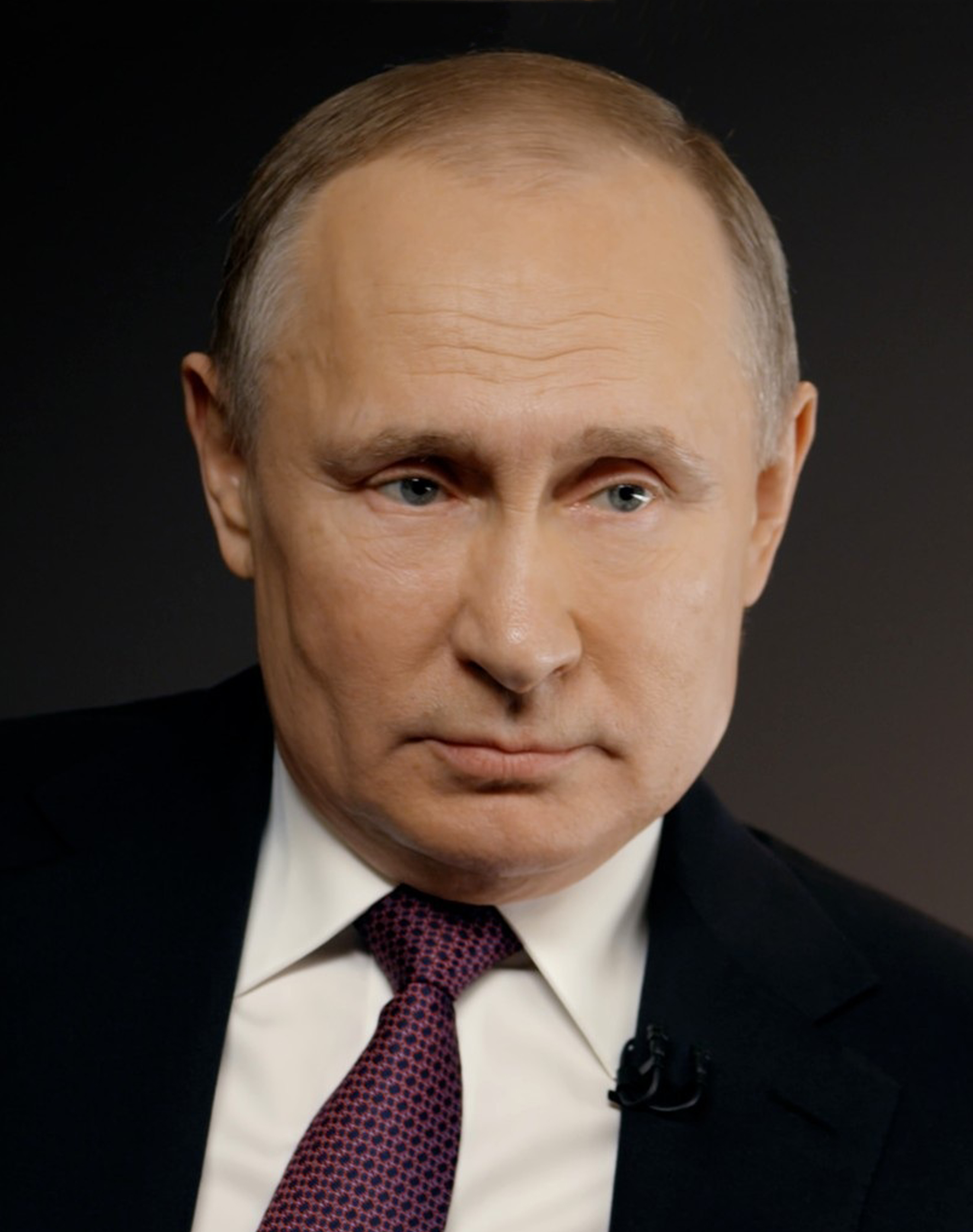
روسيا فلاديمير بوتين، الرئيس (عبر الإنترنت）
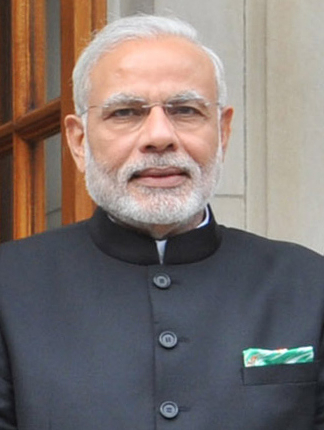
الهند ناريندرا مودي، رئيس الوزراء
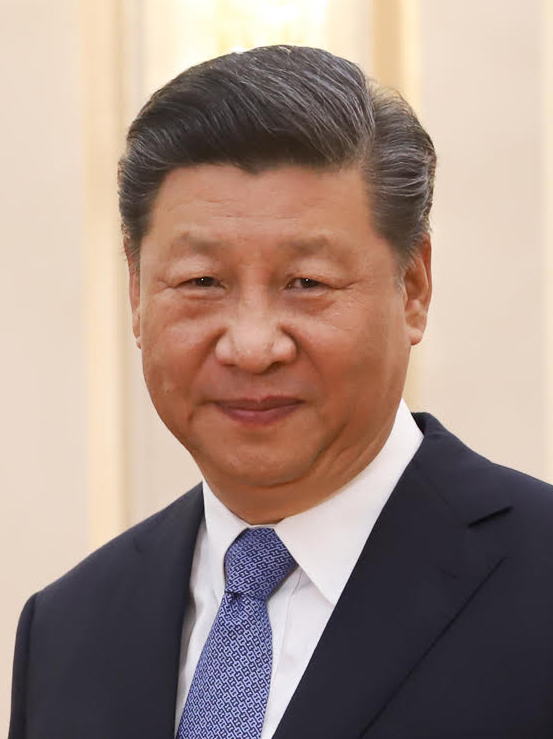
الصين شي جين بينغ، الرئيس
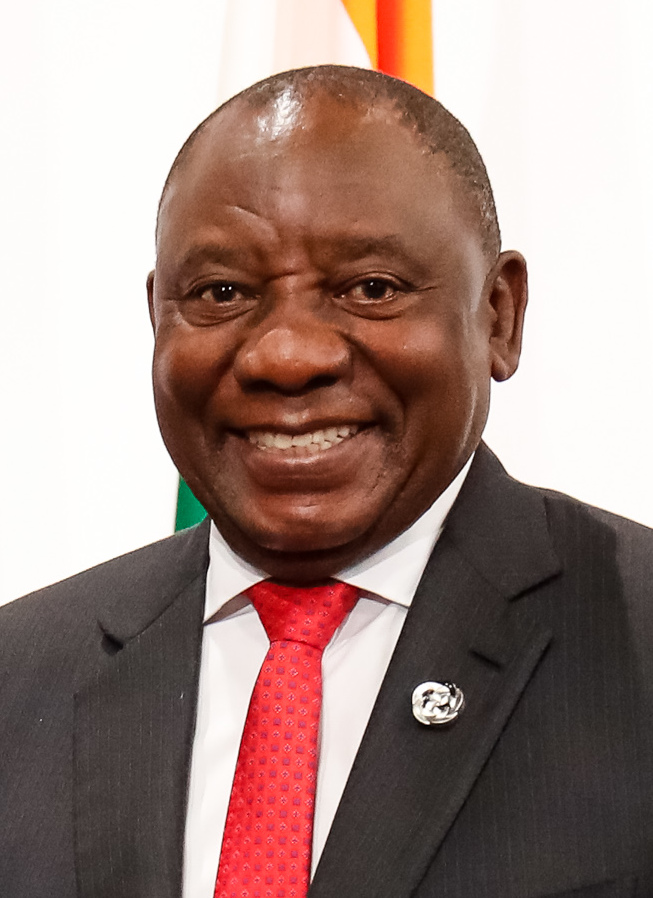
سيريل رامافوزا، الرئيس (المضيف)

### الحضور من غير الأعضاء
| الدولة                                  | المنصب                        | الحضور                            | المصدر |
| --------------------------------------- | ----------------------------- | --------------------------------- | ------ |
| الجزائر                                 | وزيرالمالية                   | لعزيز فايد                        | [ 28 ] |
| أنغولا                                  | وزير الدولة للتنسيق الاقتصادي | José de Lima Massano              | [ 29 ] |
| بنغلاديش                                | رئيس الوزراء                  | شيخة حسينة واجد                   | [ 30 ] |
| بيلاروس                                 | وزيرالخارجية                  | Sergei Aleinik                    | [ 31 ] |
| بوليفيا                                 | رئيس الدولة                   | لويس آرسي                         | [ 32 ] |
| بوتسوانا                                | نائب الرئيس                   | Slumber Tsogwane                  | [ 33 ] |
| الكاميرون                               | رئيس الوزراء                  | جوزيف نغوت                        | [ 34 ] |
| جمهورية إفريقيا الوسطى                  | رئيس الدولة                   | فوستان آرشانج تواديرا             | [ 35 ] |
| الصين                                   | وزير التجارة                  | وانغ وينتاو                       | [ 36 ] |
| الكونغو                                 | رئيس الدولة                   | ديني ساسو نغيسو                   | [ 37 ] |
| كوبا                                    | رئيس الدولة                   | ميغيل دياز كانيل                  | [ 38 ] |
| إثيوبيا                                 | رئيس الوزراء                  | آبي أحمد علي                      | [ 39 ] |
| جمهورية الكونغو الديمقراطية             | رئيس الوزراء                  | جان ميشال سما لوكوندي             | [ 40 ] |
| مصر                                     | رئيس الوزراء                  | مصطفى مدبولي                      | [ 41 ] |
| غينيا الاستوائية                        | رئيس الدولة                   | تيودورو أوبيانغ                   | [ 42 ] |
| إرتريا                                  | رئيس الدولة                   | أسياس أفورقي                      | [ 43 ] |
| إثيوبيا                                 | رئيس الوزراء                  | آبي أحمد علي                      | [ 39 ] |
| غانا                                    | رئيس الدولة                   | نانا أكوفو أدو                    | [ 44 ] |
| إندونيسيا                               | رئيس الدولة                   | جوكو ويدودو                       | [ 45 ] |
| إيران                                   | رئيس الدولة                   | إبراهيم رئيسي                     | [ 46 ] |
| مالاوي                                  | رئيس الدولة                   | لازاروس مكارثي تشاكويرا           | [ 34 ] |
| موزمبيق                                 | رئيس الدولة                   | فيليب نيوسي                       | [ 47 ] |
| ناميبيا                                 | رئيس الدولة                   | هاكه كينكوب                       | [ 48 ] |
| نيجيريا                                 | نائب الرئيس                   | كاشم شتيما                        | [ 49 ] |
| فلسطين                                  | نائب رئيس الوزراء             | زياد أبو عمرو                     | [ 50 ] |
| الجمهورية العربية الصحراوية الديمقراطية | رئيس الدولة                   | إبراهيم غالي                      | [ 51 ] |
| ساو تومي وبرينسيب                       | رئيس الدولة                   | كارلوس فيلا نوفا                  | [ 29 ] |
| السعودية                                | وزير الخارجية                 | فيصل بن فرحان بن عبد الله آل سعود | [ 31 ] |
| السنغال                                 | رئيس الدولة                   | ماكي سال                          | [ 29 ] |
| جنوب السودان                            | رئيس الدولة                   | سالفا كير                         | [ 52 ] |
| تنزانيا                                 | رئيس الدولة                   | سامية حسن                         | [ 53 ] |
| الإمارات العربية المتحدة                | رئيس الدولة                   | محمد بن زايد آل نهيان             | [ 34 ] |
| زامبيا                                  | رئيس الدولة                   | هاكيندي هيشيليما                  | [ 54 ] |
| زيمبابوي                                | نائب الرئيس                   | قسطنطين شيوينجا                   | [ 55 ] |

## روابط خارجية
- الموقع الرسمي